# Port lotniczy Poprad-Tatry
Port lotniczy Poprad-Tatry (IATA: TAT, ICAO: LZTT) – międzynarodowy port lotniczy położony 5 km na zachód od centrum Popradu, w dzielnicy Wielka (Veľká), w kraju preszowskim, na Słowacji. Lotnisko obsługuje również polskie miasto Zakopane. Jest najwyżej położonym portem lotniczym Słowacji, a wcześniej Czechosłowacji.
Port posiada jeden pas startowy od długości 2600 metrów oraz szerokości 45 m. Wyposażony jest w system ILS kategorii 1 (CAT I) na kierunku 27.

## Położenie i historia

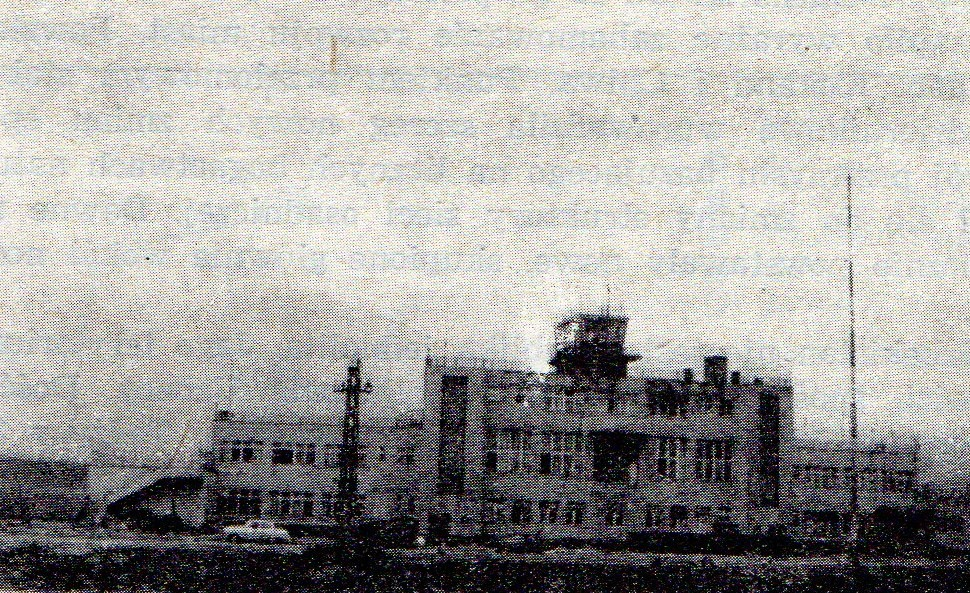
Lotnisko przed 1970

Lotnisko położone jest na wysokości 700 m n.p.m., 200 metrów na północ od linii kolejowej i szosy Koszyce - Żylina. Działalność zainaugurowało w 1939, natomiast planową obsługę lotów pasażerskich w 1945. Pierwszy terminal z pomieszczeniami dla pasażerów i obsługi oddany został do użytku w połowie lat 50. XX wieku. Zlokalizowano tam też przedstawicielstwo Czechosłowackich Linii Lotniczych. Początkowo port obsługiwał wyłącznie małe samoloty (aerotaxi), ale wkrótce włączono go do regularnej sieci lotniczej kraju. Wzrastający ruch turystyczny w kierunku Tatr wymusił konieczność modernizacji lotniska, zwłaszcza pola wzlotów. Rozbudowę rozpoczęto w 1967, a zakończono w 1970 (otwarcie nastąpiło 17 stycznia 1970). Port lotniczy powiększył się - na kierunku wschód-zachód ułożono betonową drogę startową o długości 2000 m i szerokości 45 m. Powstała też droga kołowania i płyta przeddworcowa. Poszerzono i unowocześniono wówczas również trasę dojazdową z miasta do lotniska.

## Kierunki lotów i linie lotnicze
| Linia lotnicza    | Kierunek                                  |
| ----------------- | ----------------------------------------- |
| Bulgaria Air      | Sezonowe czartery: 1. Burgas              |
| Corendon Airlines | Sezonowe czartery: 1. Antalya             |
| Ryanair           | 1. Londyn-Stansted                        |
| Smartwings        | Sezonowe czartery: 1. Antalya 2. Monastyr |
| Wizz Air          | 1. Londyn-Luton                           |

## Przepływy ludzi na lotnisku
Z lotniska w 2015 r. skorzystało ponad 85 tysięcy pasażerów (+169% vs. 2014 r). Był to najlepszy wynik w historii portu. W 2015 r. wykonano 6953 operacji lotniczych (+12% vs. 2014 r.). 
Kolejne lata to stopniowy spadek liczby odprawionych osób. W 2016 r. z lotniska skorzystało 84 tysiące pasażerów (-1,4% vs. 2015 r.), a w 2017 r. ubyło koleje 4% podróżnych (niecałe 81 tysięcy pasażerów). 2016 r. był rekordowy pod względem wykonanych operacji lotniczych - 8260 (+ 18,8% vs. 2015 r.). W 2017 r. nastąpił spadek operacji mniej więcej do poziomu z 2015 r. (6928 operacji lotniczych).